# Formaldeide transchetolasi
La formaldeide transchetolasi è un enzima appartenente alla classe delle transferasi, che catalizza la seguente reazione:
D-xilulosio 5-fosfato + formaldeide ⇄ gliceraldeide 3-fosfato + glicerone
Si tratta di un enzima contenente tiamina pirofosfato, differente dalla transchetolasi (numero EC 2.2.1.1). È in grado di convertire l'idrossipiruvato e la formaldeide in glicerone e CO2.